# Neosminthurus bakeri
Neosminthurus bakeri är en urinsektsart som beskrevs av Jerry Allen Snider 1978. Neosminthurus bakeri ingår i släktet Neosminthurus och familjen Sminthuridae. Inga underarter finns listade i Catalogue of Life.